# شهریار خان
شهریار خان (اردو: شہریار محمد خان؛ ۲۹ مارس ۱۹۳۴ – ۲۳ مارس ۲۰۲۴) دیپلمات اهل پاکستان بود که در سال‌های ۱۹۹۰ تا ۱۹۹۴ به عنوان وزیر امور خارجه پاکستان مشغول به کار بود.